# IC 2639
IC 2639 је елиптична галаксија у сазвјежђу Лав која се налази на листи објеката дубоког неба у Индекс каталогу.
Деклинација објекта је + 9° 38' 36" а ректасцензија 11h 13m 55,5s. Привидна величина (магнитуда) објекта IC 2639 износи 16,1 а фотографска магнитуда 17,1. IC 2639 је још познат и под ознакама NPM1G +09.0248, PGC 1367973.